# Maureen Thelma Watson
Maureen Thelma Watson (nhũ danh Eastwood; 15 tháng 9 năm 1925 - 29 tháng 8 năm 1994) là một chính trị gia người Rhodesia.
Là một người gốc Bulawayo, bà là một người nội trợ và là người ủng hộ kế hoạch hóa gia đình trước khi bước vào chính trị. Được bầu vào Hội đồng Lập pháp Rhodesia Nam vào năm 1958, bà là người phụ nữ thứ hai được bầu vào Quốc hội. Bà được tái đắc cử vào năm 1962 nhưng đã quyết định không tái tranh cử vào năm 1965. Một thành viên của Đảng Liên bang Hoa Kỳ, và sau đó là Đảng Rhodesia, bà là người trung bình phản đối chương trình bảo thủ của Mặt trận Rhodes.

## Tuổi thơ và gia đình
Maureen Thelma Eastwood sinh ngày 15 tháng 9 năm 1925 tại Bulawayo, miền Nam Rhodesia. Cha mẹ bà là bà Elizabeth "Bessie" (nhũ danh Dempsey), một người gốc Johannesburg, và William Hives Eastwood, sinh ra tại Anh. Cha bà là một doanh nhân và là thành viên của Hội đồng Lập pháp, từng là một bộ trưởng nội các của các danh mục đầu tư về Y tế, Giáo dục và Giao thông tại Liên bang Rhodesia và Nyasaland. Bà theo học trường trung học Eveline ở Bulawayo và Kingsmead College ở Johannesburg, Nam Phi.
Vào ngày 10 tháng 11 năm 1945, bà kết hôn với Robert France Watson, một người Nam Phi làm việc cho công ty Đường sắt Rhodesian. Bà trở thành một bà nội trợ và họ có một con trai và hai con gái.